# التعذيب في فلسطين
قد تعرض المدنيين الذين اعتقلتهم القوات الفلسطينية في الضفة الغربية وقطاع غزة للتعذيب والممارسات المهينة الممنهجة. اعتبارًا من عام 2018، أفادت منظمة العفو الدولية أن الأشخاص المثليين جنسياً ومزدوجي الميل الجنسي والمتحولين جنسياً تعرضوا للاعتقال التعسفي وسوء المعاملة.

## تاريخ

### السلطة الفلسطينية
وتشير التقارير إلى أن السلطة الفلسطينية مارست التعذيب في الأراضي الفلسطينية على مر السنين. في عام 1995، اعتقلت السلطة الفلسطينية في الضفة الغربية عزام رحيم، وهو مواطن أمريكي متجنس. تم نقله بعد ذلك إلى سجن في أريحا حيث تعرض للتعذيب وقُتل. حاولت عائلة رحيم مقاضاة السلطة الفلسطينية ومنظمة التحرير الفلسطينية، لكن المحكمة العليا حكمت ضدهم في النهاية.
في عام 2007، وجدت منظمة العفو الدولية أن "تعذيب المعتقلين [من قبل السلطة الفلسطينية] لا يزال منتشرًا على نطاق واسع. توفي سبعة معتقلين أثناء الاحتجاز. واستمر الإبلاغ عن عمليات قتل غير قانونية، بما في ذلك عمليات إعدام خارج نطاق القضاء المحتملة."
وقد تم الإبلاغ عن أكثر من 100 حالة تعذيب على يد أجهزة الأمن الفلسطينية في عام 2010. قال جو ستورك، نائب المدير التنفيذي لقسم الشرق الأوسط وشمال أفريقيا في هيومن رايتس ووتش: "تستمر التقارير عن التعذيب على أيدي أجهزة الأمن الفلسطينية في التدفق. والرئيس عباس ورئيس الوزراء فياض على دراية تامة بالوضع. وعليهما أن يعملا على وقف هذا الإفلات المستشري من العقاب، وأن يضمنا محاكمة المسؤولين عنه."
توفي ستة فلسطينيين على الأقل تحت التعذيب في سجون السلطة الفلسطينية. وبحسب تقرير صادر عن المنظمة العربية لحقوق الإنسان في بريطانيا، فإن السلطة الفلسطينية استخدمت التعذيب بشكل ممنهج لسنوات. وتشمل الأساليب الضرب بالكابلات، ونزع الأظافر، والتعليق من السقف، والجلد، والركل، والشتائم، والصدمات الكهربائية، والتحرش الجنسي، والتهديد بالاغتصاب. وأضاف التقرير أن "جميع هؤلاء المعتقلين تعرضوا لمعاملة مهينة ومذلة، وظلوا في الزنازين لأكثر من عشرة أيام. ويُظهر التحليل أن نسبة 95% من المعتقلين، وهي نسبة مذهلة، تعرضوا لتعذيب شديد، بينما عانى آخرون من آثار سلبية على صحتهم لفترات متفاوتة". ويُعتبر الشبح، الذي يتضمن تقييد المعتقلين بالأصفاد ووضعهم في أوضاع مجهدة لفترات طويلة، أكثر أشكال التعذيب شيوعًا.
أفادت هيومن رايتس ووتش بوقوع 147 حالة تعذيب على يد حماس في الضفة الغربية خلال عام 2011، وأنه لم يُقاضَ أيٌّ من الجناة "رغم الادعاءات المتسقة بانتهاكات جسيمة". وأضافت أن "بعض الرجال قالوا إنهم احتاجوا إلى رعاية طبية بسبب التعذيب، وسعوا إلى الحصول على سجلات طبية كدليل على تعرضهم للتعذيب، لكن مسؤولي المستشفيات رفضوا تقديمها. وتُمارس السلطة الفلسطينية التي تهيمن عليها فتح، منافسة حماس في الضفة الغربية، اعتقالات واحتجازات تعسفية بحق الفلسطينيين، بمن فيهم أعضاء حماس أو متعاطفون معها، وتُعرّض المعتقلين للتعذيب وسوء المعاملة".
في عام 2012، وبعد أن زعم أنه باع منزلاً في الخليل لعائلة يهودية، اعتقلت السلطة الفلسطينية محمد أبو شهالة، وعذبته حتى اعترف، وحكم عليه بالإعدام.[بحاجة لمصدر أفضل]
في تقرير آخر، وثّقت هيومن رايتس ووتش "حالاتٍ قامت فيها قوات الأمن [الفلسطينية] بتعذيب الصحفيين وضربهم واحتجازهم تعسفيًا، ومصادرة معداتهم، ومنعهم من مغادرة الضفة الغربية وغزة". كما أفادت هيومن رايتس ووتش بحادثةٍ "استدعت فيها وزارة الداخلية في حماس صحفيًا نشر مقالًا عن التعذيب الذي تمارسه سلطات حماس في مراكز احتجاز سرية، وهددته باتخاذ إجراءات قانونية ضده إذا لم ينشر اعتذارًا عن المقال، وحذرته من تصحيح تقاريره "المتحيزة"."

### دولة فلسطين
في حين صادقت دولة فلسطين على البروتوكول الاختياري لاتفاقية مناهضة التعذيب وغيره من ضروب المعاملة أو العقوبة القاسية أو اللاإنسانية أو المهينة في 29 ديسمبر/كانون الأول 2017، واصلت قوات الأمن الفلسطينية في الضفة الغربية وأمن حماس في غزة استخدام التعذيب وغيره من ضروب سوء المعاملة.
في عام 2018، تلقت الهيئة المستقلة لحقوق الإنسان 285 ادعاءً بالتعذيب وغيره من ضروب سوء المعاملة للمحتجزين لدى قوات الأمن الفلسطينية في الضفة الغربية وقوات حماس في غزة.
وفي عام 2018 أيضًا، نشرت منظمة هيومن رايتس ووتش أن السلطات الفلسطينية وحماس تقومان بشكل روتيني باعتقال وتعذيب المعارضين والمنتقدين، في ما وصف بأنه "دول بوليسية موازية".
حمزة هويدي، فلسطيني من غزة، أفاد بأنه تعرض للاعتقال والتعذيب بسبب احتجاجه ضد حماس عدة مرات.

## الممارسات المتعلقة بالأقليات والأجانب

### الإسرائيليون
في عام 2017، رفعت إسرائيل دعوى قضائية ضد الإدارة الفلسطينية بسبب اعتقالها وتعذيبها لخمسين مواطنًا عربيًا من إسرائيل خلال الفترة من تسعينيات القرن العشرين وأوائل العقد الأول من القرن الحادي والعشرين.
في أكتوبر/تشرين الأول 2000، بدأ بعض الفلسطينيين بضرب بعض الجنود الإسرائيليين الذين دخلوا الأراضي الفلسطينية عن طريق الخطأ. وقد تم اعتقال هؤلاء الفلسطينيين في وقت لاحق.

### مجتمع المثليين الفلسطينيين
اعتبارًا من عام 2018، أفادت منظمة العفو الدولية أن الأشخاص المثليين والمثليات ومزدوجي الميل الجنسي والمتحولين جنسياً وخنثى (LGBTI) تعرضوا للاعتقال التعسفي وسوء المعاملة.

### فلسطينيون يعتنقون اليهودية
وفي إحدى الحالات عام 2019، أفادت التقارير أن الشرطة الفلسطينية اعتقلت فلسطينيين اثنين في الخليل، بعد أن اعتنقا اليهودية، واعتدت عليهما بالضرب المبرح. وأصيب الرجل في الخمسينيات من عمره وابنه بجروح بينها حروق في الذراعين والساقين. وقعت القضية في أكتوبر 2019.